# Tauschia ehrenbergii
Tauschia ehrenbergii är en flockblommig växtart som först beskrevs av H.Wolff, och fick sitt nu gällande namn av Mildred Esther Mathias. Tauschia ehrenbergii ingår i släktet Tauschia och familjen flockblommiga växter. Inga underarter finns listade i Catalogue of Life.